# Angusticella coloratus
Angusticella coloratus är en insektsart som beskrevs av Baker 1915. Angusticella coloratus ingår i släktet Angusticella och familjen dvärgstritar. Inga underarter finns listade i Catalogue of Life.